# Distretto di Daya
Il distretto di Daya (大雅區S, Dàyǎ QūP) è un distretto della municipalità di Taichung, situata a Taiwan.